# Синь Чжуй

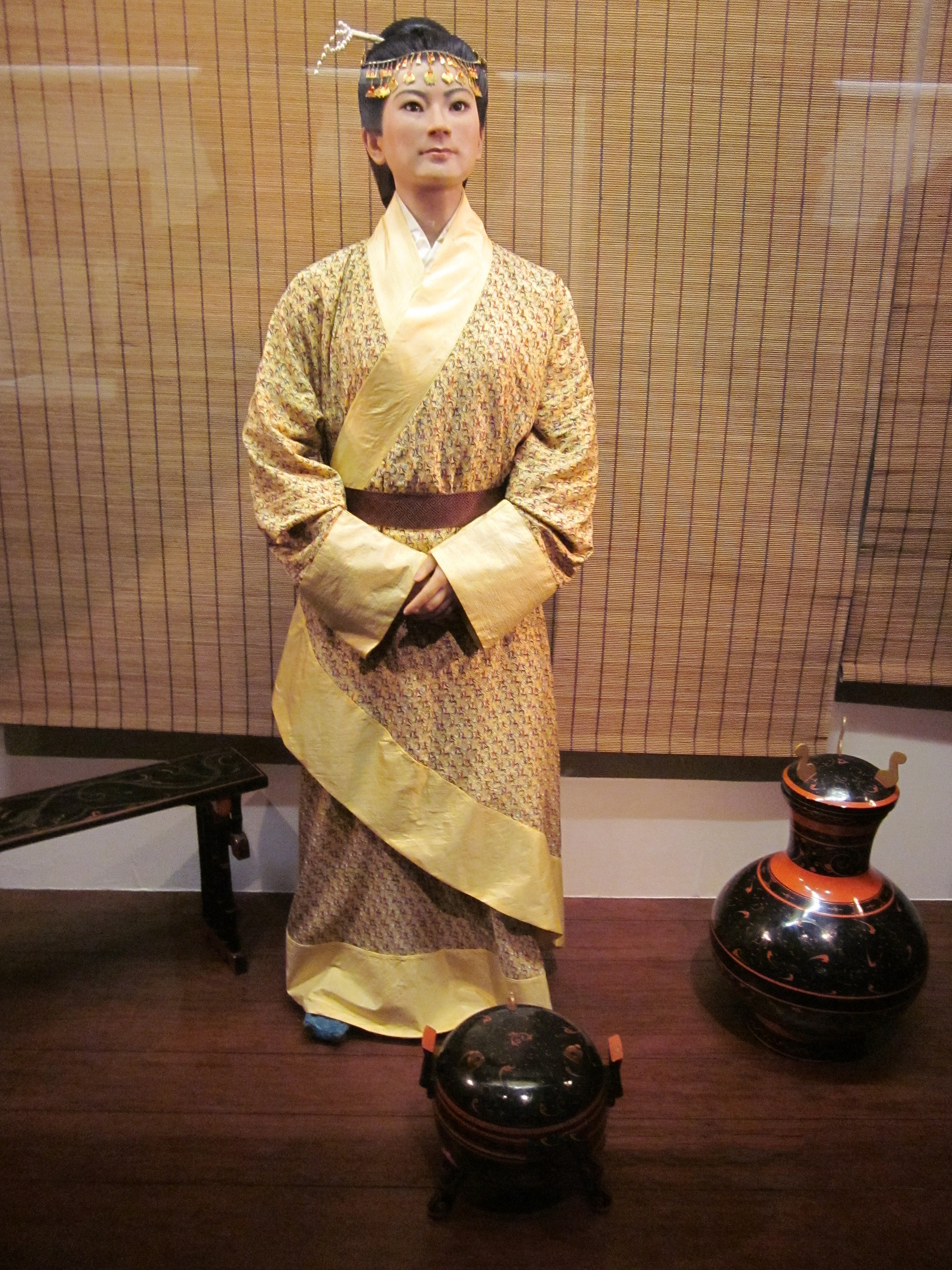
Художественная реконструкция облика Синь Чжуй

Синь Чжуй (辛追; ок. 213 г. до н. э. — 163 г. до н. э.) — состоятельная китайская матрона времён империи Хань, которая умерла ок. 160 года до н. э. в возрасте примерно 50 лет. В 1971 году в городе Чанша в захоронении Мавандуй была обнаружена её мумия — одна из наиболее хорошо сохранившихся со времён древности. Её мумия и предметы из гробницы хранятся в Музее провинции Хунань. Мумия представлена для обозрения посетителей музея в прозрачном контейнере с регулярно заменяющейся консервирующей жидкостью на основе формалина.

## Гробница и мумия
На возвышенности Мавандуй в провинции Хунань в 1971 году Народно-освободительная армия Китая проводила крупномасштабные военные учения. В одном из холмов сапёры прорыли тоннель и неожиданно наткнулись на загадочное сооружение. На 12-метровой глубине находилась гробница. В ней обнаружили 4 саркофага, аккуратно вложенные друг в друга.
Гробница Синь Чжуй была устроена в виде перевёрнутой пирамиды и находилась в 12 метрах под землей. Её тело было обёрнуто шёлком и помещено в четыре разукрашенных саркофага c плотной обшивкой. Эти меры затрудняли доступ к телу воздуха, влаги и бактерий, тем самым замедляя процесс разложения. Её тело не было похоже ни на древнеегипетские, ни на перуанские мумии. Оно было законсервировано совершенно необычным образом. Мумия плавала в желтоватой жидкости с кислой реакцией. Через несколько минут после вскрытия саркофага жидкость потемнела и стала коричневой. В ней обнаружено высокое содержание тяжёлых металлов, включая ртуть, чьи антибактериальные свойства могли стать одним из решающих факторов сохранности мумии. Жидкость была стерильной и, как выявлено при её исследовании, подавляла жизнедеятельность бактерий и грибков в культурах. Кроме гроба, в гробнице было более 1500 ценных погребальных даров (статуэтки, настольные игры, шкатулки, предметы туалета, посуда).
Могила была засыпана 5 тоннами угля и метровым слоем глины. Над уровнем почвы был насыпан 15-метровый курган. В мир иной Синь Чжуй сопровождало до тысячи предметов, большая часть которых была призвана обслуживать её повседневные нужды. На 30 бамбуковых блюдах была разложена пища, вместе с рецептами любимых блюд покойной.

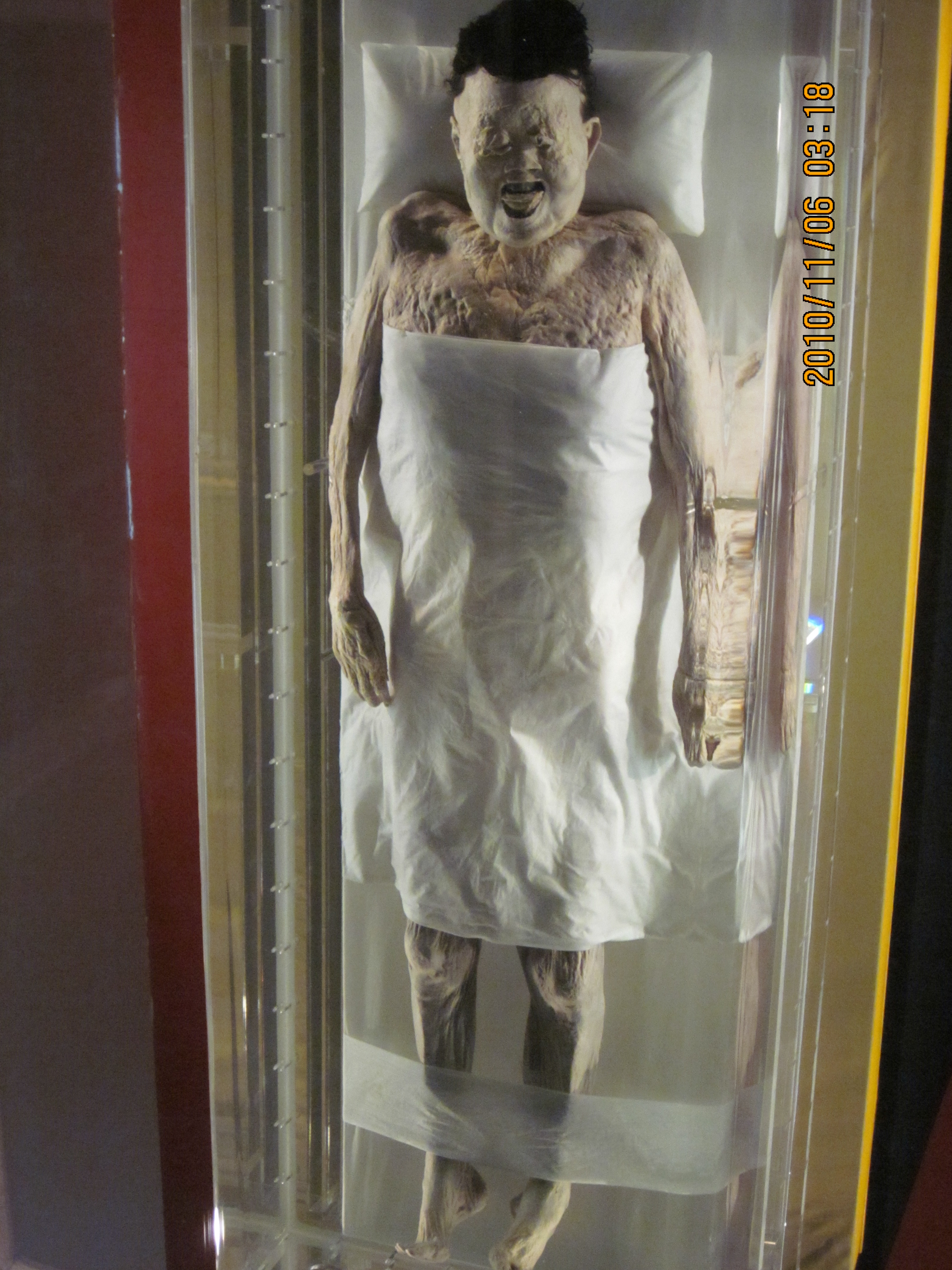
Мумия

При вскрытии в венах покойной была найдена кровь, внутренние органы сохранились так, как будто смерть наступила всего несколько недель назад. Суставы сохранили способность к движению, кожа так и осталась эластичной. Головной мозг уменьшился в размерах и занимал переднюю часть черепной полости.
Для сохранения вскоре после извлечения из саркофага в 1972 году мумия была помещена на лёд и её полости тела и сосуды были заполнены раствором формальдегида, этанола и глицерина в воде; она была полностью погружена в формалин. Через семь месяцев было выполнено вскрытие и различные виды биологических анализов. Новые исследования тела были проведены в 2002 году с использованием методов, недоступных за 30 лет до этого. Обнаружено, что рентгеноконтрастное вещество, которое использовали в 1972 году для рентгеновского исследования мумии, за 30 лет не просочилось из сосудов в окружающие ткани. Однако содержание кальция, фосфора и аминокислот в консервирующей жидкости увеличилось, что может свидетельствовать о постепенном разрушении костных тканей.
Исследование мумии подтвердило, что аристократки древнего Китая вели не самый здоровый образ жизни: ели много жирной пищи, мало двигались, следствием чего становились избыточный вес и суженные коронарные артерии. Предполагается, что прижизненный вес Синь Чжуй был 120—140 кг при росте 150—152 см. У Синь Чжуй были проблемы с позвоночником, в кишечнике обнаружены плоские черви трематоды Schistosoma japonicum, вызывающие кишечный шистосомоз. В желудке найдены непереваренные семена сладкой дыни. В дистальной части правых локтевой и лучевой костей в 3,5 см от сустава обнаружены следы плохо вылеченного перелома; медики того времени не зафиксировали конечность, что привело к смещениям во время заживления перелома и неправильному срастанию костей. Смерть женщины была вызвана предположительно инфарктом миокарда с холецистокардиальным синдромом, вскоре после приёма пищи.
В двух других захоронениях (№ 2 и № 3) комплекса Мавандуй останки разложились полностью или до костей. Однако в разных местах Китая, главным образом в южных частях страны, в долине Янцзы, за время, прошедшее с 1971 года, было найдено более 10 подобных «влажных» мумий, похороненных от 0,5 до 2 тысяч лет назад; в некоторых случаях гроб или саркофаг при вскрытии был наполнен жидкостью. Однако факторы, которые вызвали сохранность таких мумий, остаются пока неизвестными.